# エリック・カー (ミュージシャン)
ポール・チャールズ・キャラヴェロ（Paul Charles Caravello、1950年7月12日 – 1991年11月24日）はアメリカ合衆国のミュージシャン、ドラマー。1981年から1991年に病没する死去まで、エリック・カー（Eric Carr）のステージ・ネームでロックバンドのキッスのメンバーとして活躍した。

## 経歴

### ローカル・バンド時代
ニューヨーク・ブルックリン出身。ブルックリンでオーブンの修理工として働くかたわら、1979年末頃からローカル・カヴァー・バンドFlasherでドラムス、ボーカルを担当、ヴァン・ヘイレン、ポリス、カーズ、ザ・ナックなどの曲をプレイしていた。しかしオリジナル曲もなく地元でのショウだけで展望が見えなかったので彼はバンドを脱退。
かつての同僚だったキーボーディストにキッスからピーター・クリスが脱退したことを知らされ、オーディションを受けることを強く勧められる。彼は最新ヒット曲「シャンディ（Shandi)）」のポール・スタンレーのヴォーカルを自分の歌に差し替えたカセットテープを資料として用意して、オーディションを受けた。彼はもう二度と会えないと思い、最後にメンバーのスタンレー、ジーン・シモンズ、エース・フレーリーとともに写真を撮った。

### キッス
彼は見事合格して晴れてキッスのメンバーとなり、姓の"Caravello"を短縮した"Carr"と当時のガールフレンドがつけたニックネームを使ったエリック・カーという名前をステージ・ネームに使うことにした。しかし前任者クリスのThe Catman'に代わるキャラクターの設定は、限られた時間の中で難航した。当初タカのメイクを施したThe Hawkが考案され、セサミストリートのビッグバードを連想させる黄色い鳥の羽をあしらったコスチュームが用意されたが、実現困難で破棄された。ステージ・デビューのわずか2週間前、彼は吊り上がった目をデザインしたキツネのメイクを発案し、シモンズも気に入った。彼が加入して最初のフォト・セッションで何度か改良が加えられて、"The Fox"のキャラクターが誕生した。1980年7月、ABCの人気テレビ番組"Kids Are People Too"のスタジオで新メンバーとしてお披露目され、7月25日、ニューヨークのザ・パラディアム公演で初ステージを踏んだ。そして8月29日から12月3日まで開かれた、クリス在籍時の最後のアルバム『仮面の正体』のツアーに参加した。
彼が初めて参加したアルバムは、神秘主義的なアートロックの『〜エルダー〜 魔界大決戦』（1981年11月16日発表）だった。彼は収録曲「薔薇の紋章の下（Under The Rose）」にグレゴリオ聖歌スタイルのコーラスを導入するアイデアを出すなど、アルバム制作に大いに貢献した。キッスが次作の『暗黒の神話』（1982年）で80年代のヘヴィメタル路線に舵を切ると、彼は本領を発揮して得意のヘヴィなドラミングで牽引役になった。シモンズは、彼のスピーディでアグレッシヴなヘヴィメタル・スタイルのドラミングは、クリスのジャズ寄りのドラミングよりもヘヴィ路線への転向に適していたと述べている。
ステージではドラマー兼ヴォーカリストとして活躍。声質はやや通りの悪いくぐもったダミ声ではあったが、キッスのセールスポイントでもあるキャッチーなコーラスを支え、「アンダー・ザ・ガン（Under The Gun）」のようなスピード・ナンバーでも難なく力量を示した。また「ブラック・ダイヤモンド（Black Diamond）」「青い暴走（Young And Wasted）」ではリード・ヴォーカルも務めた。彼のリード・ヴォーカルが初めてスタジオ録音されたのは、クリスの共作で1976年に大ヒットした古典バラード「ベス（Beth）」の再録音で、1988年の編集アルバム『グレイテスト・キッス（Smashes, Thrashes & Hits）』に収録された。
ドラマー、ヴォーカリスト以外に曲作りでもグループに貢献し、「地獄の饗宴（ALL HELL'S BREAKIN' LOSE）」「アンダー・ザ・ガン」「ノー・ノー・ノー（No, No, No）」などを共作した。1989年には「リトル・シーザー（Little Caesar）」を作曲しメンバーのブルース・キューリックとともにデモ・レコーディングしてメンバーに聴かせた。同曲はシモンズが書き足した詞で完成し、1989年の『ホット・イン・ザ・シェイド』に収録された。
ファンに対しては他のメンバー以上に非常に気さくに接して人気を博した。メンバーの中で最も熱心にファンレターに返事を書き、ファンの求めるサインにも気軽に応じた。

### 病魔との闘いと死
『ホット・イン・ザ・シェイド』発表に伴うツアー中に喀血。検査の結果、非常に稀な原発性の心臓の悪性腫瘍と診断され、右房にできた腫瘍と肺の一部を手術で切除された。一時は演奏ができるほどに回復し、シングル『ゴッド・ゲイヴ・ロックンロール・トゥ・ユーII』（1991年）のレコーディングにも参加した。ツアーへの同行も希望してバンドと共に移動もしたが、心配したメンバーは家に帰って休むよう強く求め、彼もそれに応じてメンバーとの連絡を絶って積極的に治療に専念した。その甲斐があって病状は回復し、健康状態も一時的に向上したが、その後間もなく動脈瘤を併発し病院に運ばれた。いったんこれを乗り切ったが、血流が脳に運んだ腫瘍細胞が最終的に脳内出血を引き起こしたので、そのまま意識を取り戻すことはなかった。
1991年11月24日、彼は41年の生涯を終えた。家族はファンへの感謝の気持ちを込めて公開葬を行い、ファンが彼を見送る機会を作った。遺体はニューヨークのニューバーグにあるCedar Hill Cemeteryに埋葬された。
最後のライヴ・パフォーマンスは1990年11月9日のニューヨーク・マディソン・スクエア・ガーデンでのステージだった。最後の公式音源は彼の死後、1992年に発表されたアルバム『リヴェンジ（Revenge）』に収録された「ゴッド・ゲイヴ・ロックンロール・トゥ・ユーII」と「カー・ジャム1981（Carr Jam 1981）」である。